# Wim Dubois
Wim Dubois (* 10. Januar 1946 in Groede) ist ein ehemaliger niederländischer Radrennfahrer.

## Sportliche Laufbahn
Dubois war im Straßenradsport aktiv. 1965 gewann er als Amateur eine Etappe in der Tour de la Province de Luxembourg. 1966 war er bei Rund in Berlin vor Ortwin Czarnowski erfolgreich. 1967 bestritt er mit der Nationalmannschaft die Tour of Scotland und belegte den 15. Platz. Von 1968 bis 1970 war er Berufsfahrer.
1967 siegte er im Eintagesrennen Profronde van Noord-Holland, 1969 im GP Victor Standaert. 1969 wurde er Zweiter bei Roubaix–Cassel–Roubaix und bei Dwars door West-Vlaanderen. Dritter wurde er 1969 im Omloop van het Houtland und in der Vier-Kantone-Rundfahrt in der Schweiz.